# Léonie Adams
Léonie Fuller Adams, född 9 december 1899 i Brooklyn, New York, död 27 juni 1988 i New Milford, Connecticut, var en amerikansk poet, redaktör och pedagog.

## Biografi
Adams föddes 1899 i Brooklyn, där hon även växte upp. 1922 tog Adams examen från Barnard College. Under 1920-talet var Adams redaktör för bland annat Wilson Publishing och Metropolitan Museum of Art. Därefter undervisade hon i engelska, eller höll föreläsningar vid universitet och college som Sarah Lawrence College, University of Washington, Bennington College och Columbia University. Mellan 1948 och 1949 var hon verksam vid USA:s kongressbibliotek som  United States Poet Laureate (då kallat Poetry Consultant). 1950 blev hon hedersdoktor vid New Jersey College for Women.

## Författarskap
Adams poesi bär tydliga drag av romantiken och de metafysiska poeterna. Hon har själv sagt att poesin bär tydliga tidigromantiska drag, inte minst från elisabetansk tid, influenser som hon har fått via bland annat W. B. Yeats. Dikterna närmar sig ofta naturlyrik, varvat med kontemplation och ett musikaliskt språk.
Hon mottog flera priser för sin poesi, bland annat Harriet Monroe Poetry Award, Shelley Memorial Award och Bollingenpriset, som hon mottog tillsammans med Louise Bogan.